# Нільтава велика

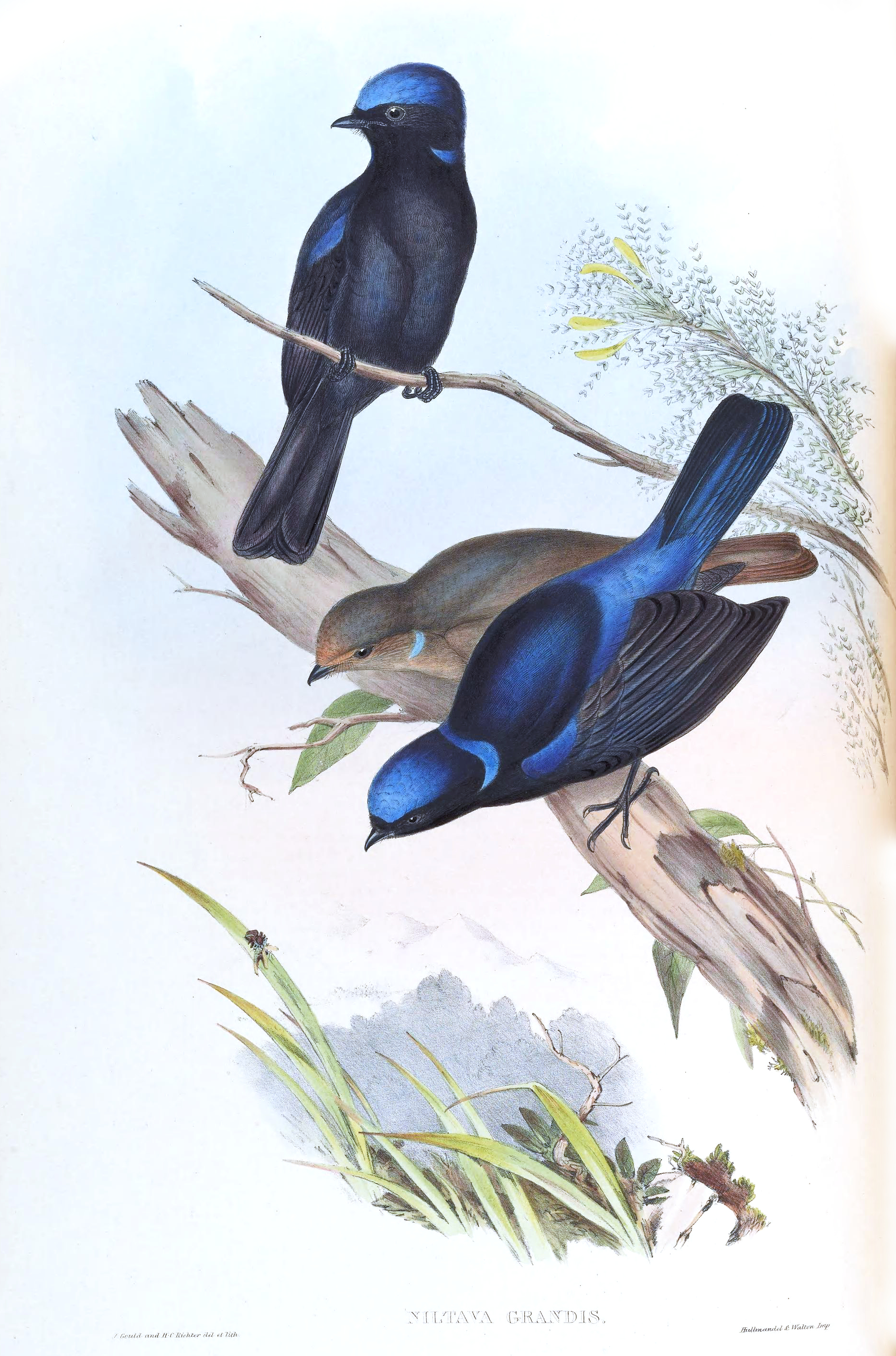
Великі нільтави

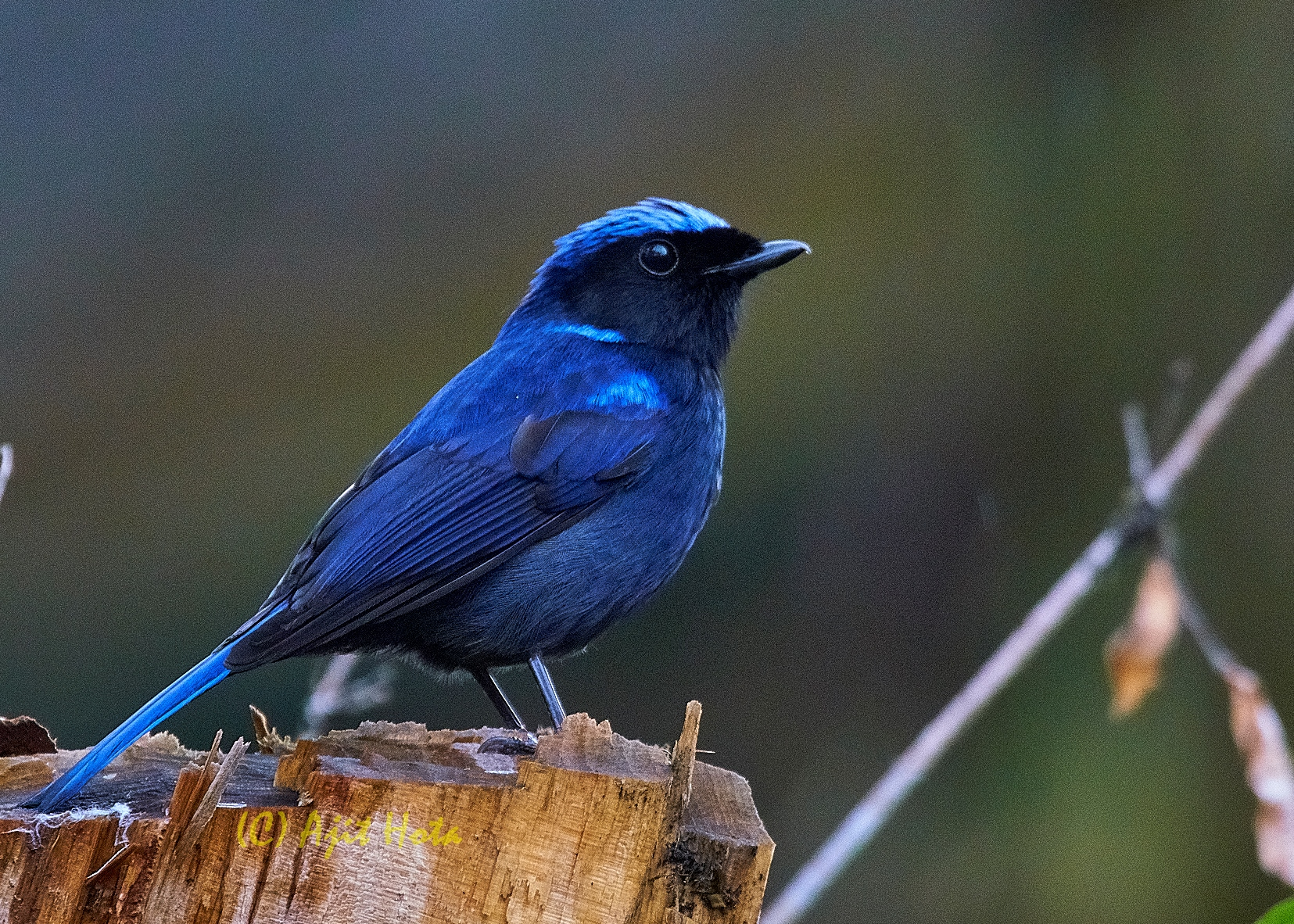
Велика нільтава (Сіккім, Індія)

Нільтава велика (Niltava grandis) — вид горобцеподібних птахів родини мухоловкових (Muscicapidae). Мешкає в Гімалаях і Південно-Східній Азії.

## Підвиди
Виділяють чотири підвиди:
- N. g. grandis (Blyth, 1842) — від східних Гімалаїв до південно-східного Китаю, центральної М'янми, північного і західного Таїланду;
- N. g. griseiventris La Touche, 1921 — південний Китай і північний Індокитай;
- N. g. decorata Robinson & Kloss, 1919 — південь центрального В'єтнаму;
- N. g. decipiens Salvadori, 1891 — Малайський півострів і Суматра.

## Поширення і екологія
Великі нільтави поширені від центрального Непалу до Суматри. Вони живуть у гірських і рівнинних вологих тропічних лісах та в садах.